# Ovulatietest

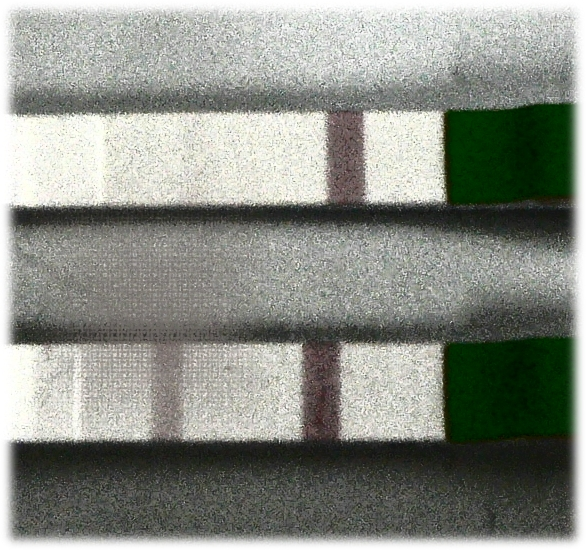
boven: negatief, onder: licht positief; links: teststreep, rechts: controlestreep

De ovulatietest detecteert LH (luteïniserend hormoon) in urine. De primaire functie van LH is het vrijgeven van een rijpe eicel in de eierstokken.
De snelle stijging in de hoeveelheid LH in de urine, de "LH-piek", is het signaal van de start van de eisprong of ovulatie. LH is altijd aanwezig in de urine, maar tijdens de piek is de hoeveelheid 10 tot 20 keer hoger dan de normale hoeveelheid.
Deze piek duurt 1-2 dagen, daarna daalt de LH-concentratie snel weer naar de normale hoeveelheid. De ovulatie vindt plaats 20-48 uur na de start van de LH-piek. Dit is de meest vruchtbare periode van de menstruatiecyclus. 
De uitslag van een ovulatietest is niet te vergelijken met een zwangerschapstest. Bij een zwangerschapstest is het resultaat al positief als er een tweede lijn ontstaat. Bij een ovulatietest is het resultaat pas positief als beide lijnen even donker zijn. Als de testlijn donkerder is dan de controlelijn, is het resultaat ook positief.
Ochtendurine is niet geschikt om mee te testen omdat LH synthetiseert gedurende de nacht. De LH-piek komt pas in de ochtend op gang en het hoogtepunt ligt rond 12 uur 's middags. Dat is het beste tijdstip om de ovulatietest uit te voeren.
Let er bij het testen op dat je niet te veel drinkt enkele uren voor het testen. Dit verdunt de urine waardoor de uitslag niet juist kan zijn. Samen met de zwangerschapstest behoort de ovulatietest tot een van de meest betrouwbare zelftesten. De testen zijn verkrijgbaar via apotheek, drogist of online. Afhankelijk van de uitvoering van de test dien je de test enkele seconden in de urinestraal te houden of de urine eerst op te vangen en daarna via een meegeleverd pipet op de cassette te druppelen. De sensitiviteit van de ovulatietest ligt erg hoog.